# Даунтаун Агура-Гіллз
Даунтаун Агура-Гіллз —  комерційний центр Агура-Гіллз, штат Каліфорнія, район, побудований в основному в 1970-х роках, щоб перебудувати старий центр міста який нині зветься Історичним кварталом.
У центрі міста розташовано кілька торговельних центрів, зосереджених на бульварі Таузенд Окс і Канан Роуд, двох головних магістралях району. Хоча за останні кілька десятиліть маса розваг міста перемістилася на південь до Малібу-Джанкшен, у центрі міста зараз спостерігається ренесанс розваг, який підживлюється відкриттям і модернізацією ряду ресторанів і кафе, а також будівельний бум у Саут-Енді.
Даунтаун межує з Верхнім Даунтауном на півночі, східною Агурою на південному сході, Саут-Ендом на півдні, Мідтауном на південному заході та Ранчо Моррісона на північному заході.